# Geworg Ghasarjan
Geworg Ghasarjan (armenisch Գեւորգ Ղազարյան; * 5. April 1988 in Jerewan, Armenische SSR, UdSSR) ist ein armenischer Fußballspieler.

## Vereinskarriere
Geworg Ghasarjan begann seine Karriere zunächst in der Jugend des FC Pjunik Jerewan. Beim FC „Phönix“ Jerewan kam der offensiv Spieler bereits im Alter von 18 Jahren zu Spielen in der Armenischen Meisterschaft. Mit einer kurzen Unterbrechung aufgrund einer Ausleihe zu Bananz Jerewan spielte Ghasarjan insgesamt fünf Jahre beim Hauptstadtklub, die mit zahlreichen gewonnenen Titeln, darunter fünf Meisterschaften in Folge, abgeschlossen wurde. Im Sommer 2011 wechselte der variabel einsetzbare Spieler ablösefrei zu Metalurh Donezk in die Ukraine. Im Team von Metalurh standen bereits mit Karlen Mkrttschjan und dem eingebürgerten Brasilianer Marcos Pizzelli zwei weitere Spieler aus Armenien unter Vertrag. Zu seinem Debüt kam dieser am 1. Spieltag der Saison 2011/12 bei der 1:3-Heimniederlage gegen Tawrija Simferopol, nachdem er in der 69. Spielminute für Mykola Morosjuk eingewechselt wurde. Den ersten Treffer markierte Ghasarjan auswärts am 9. Spieltag gegen Obolon Kiew, als er das 1:0-Siegtor erzielen konnte. Im Sommer 2013 wurde der Mittelfeldspieler an den kasachischen Club Schachtjor Qaraghandy ausgeliehen. In der Saison darauf wechselte Ghasarjan zu Olympiakos Piräus. Im Winter 2015 wurde der Mittelfeldspieler für sechs Monate an AO Kerkyra ausgeliehen und anschließend zu Marítimo Funchal in Portugal abgegeben. Dort spielte er drei Jahre und schloss sich dann GD Chaves an. Von 2019 bis Ende 2020 stand er dann bei AEL Limassol auf Zypern unter Vertrag. Anschließend war er ein halbes Jahr für PAS Lamia in Griechenland aktiv und seit dem Sommer 2021 steht er wieder in seiner Heimat beim FC Pjunik Jerewan unter Vertrag.

## Nationalmannschaft
Geworg Ghasarjan spielt seit 2007 für die armenische A-Nationalmannschaft, zuvor kam er bereits in der U-19 und U-21 seines Landes zu 24 Einsätzen. In der Qualifikation zur Europameisterschaft 2012 in Polen und der Ukraine traf er fünfmal in acht Begegnungen.

## Erfolge
- Armenischer Superpokalsieger: 2006, 2007, 2009
- Armenischer Meister: 2006, 2007, 2008, 2009, 2010
- Armenischer Pokalsieger: 2007, 2009, 2010
- Kasachischer Pokalsieger: 2013
- Griechischer Meister: 2015